# Euglossa anodorhynchi
Euglossa anodorhynchi là một loài Hymenoptera trong họ Apidae. Loài này được Nemésio mô tả khoa học năm 2005.